# Primarias del Partido Republicano de 2008 en Vermont

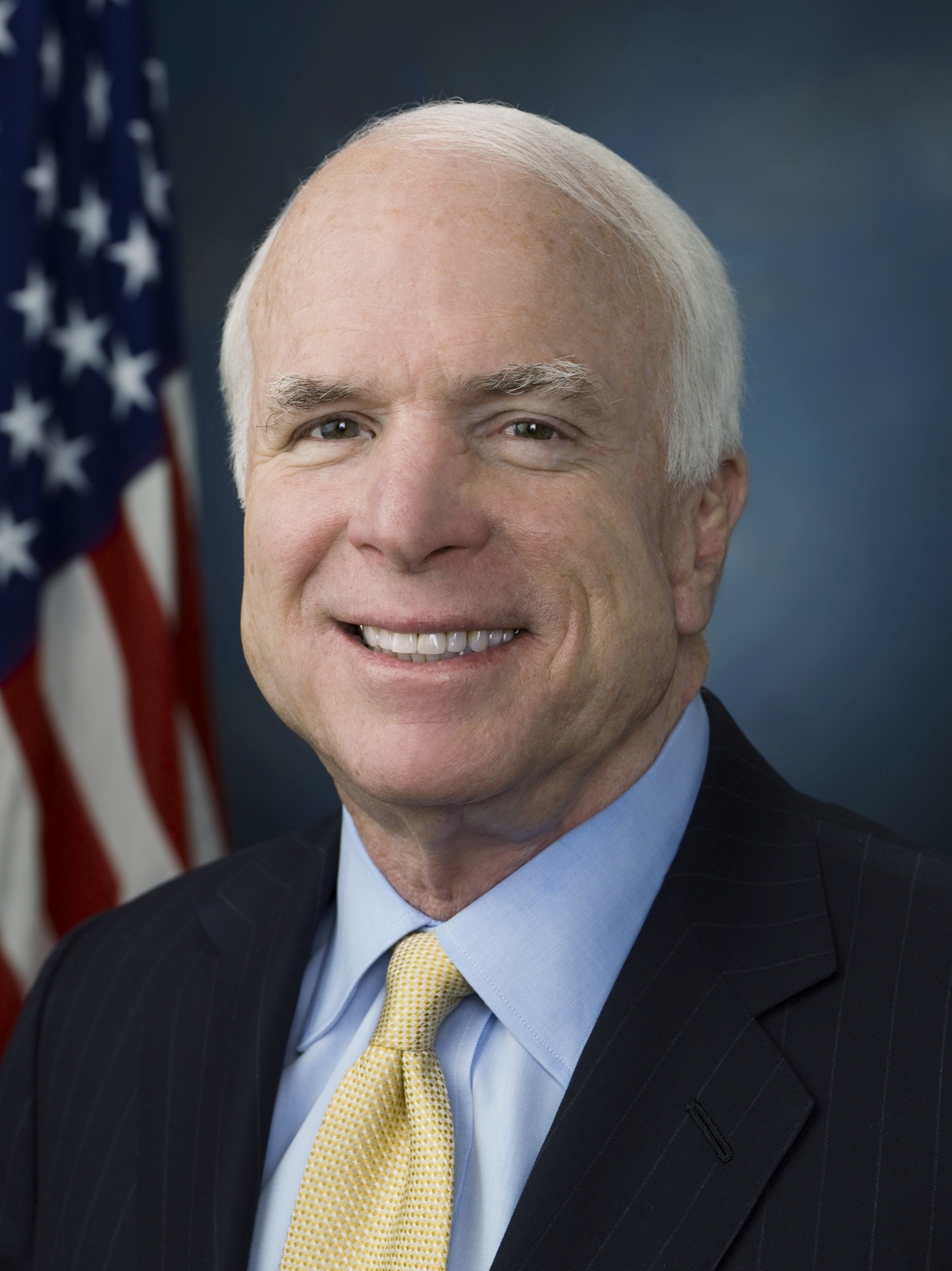
John Mcain actual miembro del partido republicano.

Las Primarias republicanas de Vermont, 2008 fueron el 4 de marzo de 2008.

## Resultados
| Candidato     | Votos  | Porcentajes | Delegados |
| ------------- | ------ | ----------- | --------- |
| John McCain   | 28,554 | 72%         | 17        |
| Mike Huckabee | 5,607  | 0.0%        | 0         |
| Ron Paul      | 2,625  | 14%         | 0         |
| Total         | 36,786 | 7%          | 0         |